# Гогохия, Гадза Дзугуевич
Гадза Дзугуевич Гогохия (1914 год, село Квемо-Баргеби, Сухумский округ, Кутаисская губерния, Российская империя — неизвестно, село Квемо-Баргеби, Гальский район, Абхазская АССР, Грузинская ССР) — звеньевой колхоза имени Сталина Гальского района, Абхазская АССР, Грузинская ССР. Герой Социалистического Труда (1948).
Младший брат Героя Социалистического Труда Чичико Дзугуевича Гогохия.

## Биография
Родился в 1895 году в крестьянской семье в селе Квемо-Баргеби (сегодня — Нижний Баргяп) Сухумского округа.
После получения начального образования в местной сельской школе трудился в местном колхозе имени Сталина Гальского района. Трудился рядовым колхозником. В 1941 году призван в Красную Армию по мобилизации. Воевал в составе 805-го стрелкового полка 392-й стрелковой дивизии.
В 1945 году демобилизовался и возвратился в родное село, где продолжил трудиться в колхозе имени Сталина Гальского района. В послевоенное время возглавлял полеводческое звено.
В 1947 году звено под его руководством собрало в среднем с каждого гектара по 117,3 центнеров кукурузы с участка площадью 3 гектара. Эти трудовые достижения стали одними из самых высоких показателей среди кукурузоводов Грузинской ССР в 1947 году (самые высокие были у звена Джиги Бутбая — 136,2 центнера с гектара и почти в два раза превысили показатели лауреата Сталинской премии Чоколи Квачахия). Указом Президиума Верховного Совета СССР от 21 февраля 1948 года удостоен звания Героя Социалистического Труда за «получение высоких урожаев кукурузы и пшеницы в 1947 году» с вручением ордена Ленина и золотой медали «Серп и Молот» (№ 666).
Этим же Указом званием Героя Социалистического Труда были также награждены председатель колхоза имени Сталина Гальского района Владимир Ахлоевич Гогохия и двадцать тружеников колхоза, в том числе бригадиры Аполлон Зосимович Гогохия, Валериан Викторович Микава, Дзуку Михайлович Ригвава, Иродион Качалович Харчилава, Эраст Кутаевич Чаава, звеньевые Иосиф Алексеевич Акубардия, Джига Павлович Бутбая, Чичико Дзугуевич Гогохия, Джого Бардзикиевич Дзандзава, Владимир Тагуевич Заркуа, Алексей Викторович Микава, Аполлон Сейдукович Микава, Хухути Авксентьевич Тодуа, Александр Николаевич Харчилава, Валериан Иосифович Харчилава, Калистрат Дианозович Шамугия, Акакий Дзвариевич Шенгелия, Александра Караевна Шония и Владимир Итоевич Шония.
После выхода на пенсию проживал в родном селе Квемо-Баргеби. Дата его кончины не установлена.
Награды
- Герой Социалистического Труда
- Орден Ленина
- Медаль «За оборону Кавказа» (01.05.1944)